# Nils Gustaf Ekholm
Nils Gustaf Ekholm (Smedjebacken, Dalarna, 9 de outubro de 1848 – Estocolmo, 5 de abril de 1923) foi um meteorologista sueco que liderou uma expedição à Spitsbergen em 1882-1883.

## Biografia
Filho de um farmacêutico, Ekholm nasceu em Smedjebacken, Dalarna. Tendo completado seu mogenhetsexamen em 1869, entrou para a Universidade de Uppsala em setembro do mesmo ano, concluindo o bacharelato em filosofia em 1876, obtendo uma licenciatura em 1887 e o título de Ph.D. em 1888. 
Trabalhou no departamento meteorológico da Uppsala de 1876 a 1881 e, após retornar da expedição à Spitsbergen, entre 1884 e 1890. Foi docente em meteorologia da universidade entre 1888 e 1892, e de 1890 em diante trabalhou como assistente no Instituto Meteorológico Sueco em Estocolmo. Tornou-se professor e chefe do instituto em 1913, aposentando-se aos 70 anos em 1918.